# Teodor Stenshagen
Nils Teodor Stenshagen, född 11 februari 2001, är en svensk fotbollsspelare. 

## Klubblagskarriär
Teodor Stenshagens moderklubb är Selånger FK, vilka han lämnade som 16-åring. Inför säsongen 2017 skrev Stenshagen nämligen på för GIF Sundsvall. Året därpå tecknade han ett lärlingskontrakt med klubben, men seniordebuten dröjde till den 11 juli 2020. Han stod då för ett inhopp i 2-0-segern mot Örgryte IS i Superettan.
Efter att ha spelat i en dryg tredjedel av säsongens matcher förlängde Stenshagen sitt kontrakt med GIF Sundsvall vid säsongens slut, till och med 2023. Under sin andra säsong i A-laget fick han något mer speltid och var delaktig i att ta klubben tillbaka till Allsvenskan. Efter säsongen 2023 lämnade Stenshagen klubben.

## Landslagskarriär
Teodor Stenshagen har representerat Sveriges U19- och U17-landslag.
Han debuterade i en P17-landskamp mot Slovakien den 10 februari 2018 och blev månaden därpå uttagen till kvalet till U17-EM. Från bänken fick Stenshagen se Sverige ta sig till sitt tredje U17-EM genom tiderna. Han blev sedan uttagen i EM-truppen och hoppade in i två av gruppspelsmatcherna när Sverige åkte ut i kvartsfinal.

## Statistik
| Klubb              | Säsong             | Liga               | Liga    | Liga | Nationell cup | Nationell cup | Totalt  | Totalt |
| Klubb              | Säsong             | Division           | Matcher | Mål  | Matcher       | Mål           | Matcher | Mål    |
| ------------------ | ------------------ | ------------------ | ------- | ---- | ------------- | ------------- | ------- | ------ |
| GIF Sundsvall      | 2020               | Superettan         | 12      | 0    | 1             | 0             | 13      | 0      |
| GIF Sundsvall      | 2021               | Superettan         | 11      | 0    | 3             | 0             | 14      | 0      |
| GIF Sundsvall      | 2022               | Allsvenskan        | 13      | 0    | 2             | 0             | 15      | 0      |
| GIF Sundsvall      | 2023               | Superettan         | 23      | 1    | 4             | 0             | 27      | 1      |
| GIF Sundsvall      | Totalt             | Totalt             | 59      | 1    | 10            | 0             | 69      | 1      |
| Totalt i karriären | Totalt i karriären | Totalt i karriären | 59      | 1    | 10            | 0             | 69      | 1      |

## Personligt
Teodor Stenshagen var i unga år även en stor talang i bandy. År 2016 var han med och vann silver på U15-VM. Två år senare tackade han nej till U17-VM, med motiveringen att han då hade bestämt sig för att satsa på fotbollen framför bandyn.